# Greg Stefan
Gregory Steven Stefan (* 11. Februar 1961 in Brantford, Ontario) ist ein ehemaliger kanadischer Eishockeytorwart und zurzeit Assistenztrainer bei den Carolina Hurricanes in der National Hockey League. Als Spieler war er zwischen 1981 und 1990 für die Detroit Red Wings aktiv.

## Karriere
Greg Stefan begann seine Karriere 1978 in der kanadischen Juniorenliga OHL bei den Oshawa Generals. Er war zwei Jahre lang nur die Nummer zwei im Tor der Generals, konnte sich aber schließlich in seiner dritten Saison mit soliden 23 Siegen in 46 Spielen für die NHL empfehlen. Im NHL Entry Draft 1981 wählten ihn die Detroit Red Wings in der siebten Runde an Position 128 aus und spielte die Saison 1981/82 hauptsächlich bei den Adirondack Red Wings, dem Farmteam von Detroit in der AHL. Er kam aber auch in derselben Spielzeit zweimal für Detroit zum Einsatz.
In der Saison 1982/83 gehörte Stefan zum festen NHL-Kader der Red Wings und teilte sich mit Corrado Micalef und Gilles Gilbert die Einsätze im Tor, ehe er im Jahr darauf Stammtorhüter wurde und mit der Mannschaft zum ersten Mal seit 1978 wieder in die Playoffs einziehen konnte. Auch 1985 erreichten sie die Endrunde, jedoch sorgte Stefan für den negativen Höhepunkt der Erstrunden-Niederlage gegen die Chicago Blackhawks, als er nach Gegenspieler Greg Smith mit seinem Schläger schlug und dafür eine Sperre von acht Spielen erhielt, die er zu Beginn der Saison 1985/86 verbüßen musste.
Acht Monate später, im Dezember 1985, wurde Stefan erneut von der NHL gesperrt, da er erneut seinen Schläger regelwidrig gegen einen Gegenspieler eingesetzt hatte. Allgemein verlief die gesamte Saison für die Red Wings enttäuschend und man verpasste die Playoffs und Stefan kam nur auf 37 Einsätze, da er sich neben den insgesamt 14 Spielen Sperre zwei Verletzungen zuzog.
In den folgenden Jahren bildete Stefan zusammen mit Glen Hanlon das Torhütergespann der Red Wings und sie erreichten 1987 und 1988 das Finale der Clarence Campbell Conference um jedoch beide Male den Edmonton Oilers und Stefans Jugendfreund und Superstar Wayne Gretzky zu unterliegen.
Am 27. November 1989 zog sich Greg Stefan während eines Spiels gegen die Oilers einen Bänderriss im rechten Knie zu. Zwar stand er bereits im Januar 1990 wieder bei den Adirondack Red Wings auf dem Eis um Spielpraxis zu sammeln, musste sich aber im März einer Operation am Knie unterziehen. Sein geplantes Comeback beim Trainingscamp der Detroit Red Wings im September musste er auf Grund einer weiteren Knieoperation verschieben und konnte erst im Februar 1991 zum Kader der Adirondack Red Wings stoßen. Jedoch verletzte er in seinem zweiten Spiel in der AHL die Bänder im linken Knie. Eine weitere Operation wäre notwendig gewesen für die Spieltauglichkeit Stefans, doch er verzichtete auf den Eingriff und beendete kurz darauf seine Karriere.
Nach dem Ende seiner aktiven Karriere arbeitete Stefan in einem Sportmanagementunternehmen, ehe er 1993 zum Assistenztrainer der Detroit Junior Red Wings aus der Juniorenliga OHL ernannt wurde. 1995 gewann das Team die Playoffs und nahm an der Memorial-Cup-Endrunde teil. Er blieb bei der Mannschaft bis 1998, als sie sich bereits in Plymouth Whalers umbenannt hatten und widmete sich danach dem Golfsport.
2003 kehrte Stefan zu den Plymouth Whalers zurück, wo er Assistenztrainer und Director of Player Development wurde. Zwei Jahre später schloss er sich den Carolina Hurricanes aus der NHL als Torwarttrainer und Scout an und konnte am Ende der Saison 2005/06 den Stanley-Cup-Triumph feiern.

## Erfolge und Auszeichnungen

### Als Assistenztrainer
- J. Ross Robertson Cup 1995
- Stanley Cup 2006